# Poppeas kröning

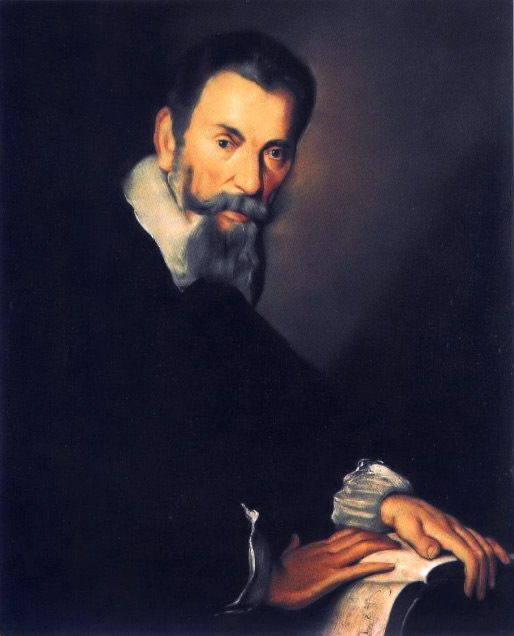
Claudio Monteverdi

Poppeas kröning (italienska: L'incoronazione di Poppea) är en opera med prolog och tre akter med musik av Claudio Monteverdi. Libretto av Giovanni Francesco Busenello.

## Bakgrund
Poppaea Sabina hade före sin kärleksaffär med Nero varit gift två gånger. Till skillnad från rollgestalten i operan var Otho (Ottone), hennes make, vän med Nero (Nerone). Han riktade själv Neros uppmärksamhet på Poppaeas (Poppeas) behag. Neros gestalt, den paranoide tyrannen och modermördaren, hämtade Monteverdi direkt från Tacitus utan några större ändringar och likaså filosofen Seneca och kejsarinnan Claudia Octavia. Men vissa nya motiv tillfördes för att åstadkomma den för barockoperan obligatoriska intrigen (en man mellan tre rivaliserande kvinnor; Ottone mellan kejsarinnan, Poppea och Drusilla). I sann barockanda framträder även några gudomliga väsen, däribland Pallade (Minerva), som varslar om döden, och Amore (Amor), som genom sitt Deus ex machina-uppdykande räddar skyddslingen Poppea från att bli mördad. Busenello och Monteverdi har dock själva uppfunnit de folkliga gestalterna; de båda ammorna, soldaterna samt pagen och dennes älskade. De är framförallt genom dem som Monteverdi breddar åskådarkretsen. De företräder folkmeningen. Det är de, inte Seneca, som drar de egentliga filosofiska konsekvenserna ur historien. Venedig var trots allt en republik.

## Historia
Poppeas kröning är Monteverdis sista opera. Även den troddes i många år ha gått förlorad men man har nu kännedom om två ganska olika manuskript, ett i Venedig och ett i Neapel. Musiken i denna opera är betydligt mer varierad än i den föregående med rikligt bruk och duetter och pekar fram mot de stora barockoperorna.
Operan hade urpremiär i Venedig hösten 1642. Den svenska premiären ägde rum på Stockholmsoperan den 20 maj 1976.

## Om operan

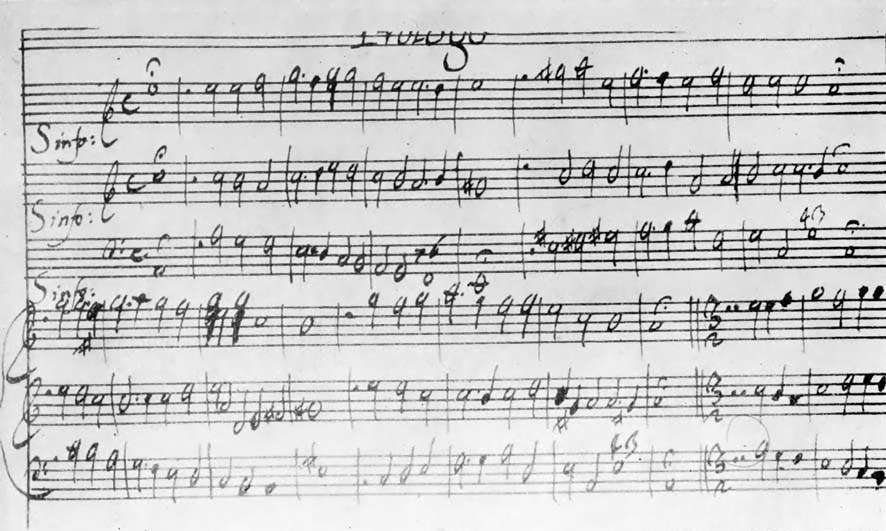
Del av Monteverdis noter. Musik till prologen

Monteverdi angav inte röstfacken, så som senare operakompositörer skulle komma att göra. I de två handskrifter av verket som finns bevarade finns inte ens uppgifter om några instrument, utan endast sångstämmorna och generalbasen är noterade. Det ålåg interpreterna att i enlighet med tidens regler fylla ut och utföra den skissartade noteringen. De kunde därvidlag stötta sig på en levande uppförandetradition. Men så är inte längre fallet. Enligt det dåtida bruket skall Octavia och Poppea sjungas av sopraner (vid uruppförandet var det märkligt nog rollen som Octavia och inte den som Poppea som kreerades av stjärnsångerskan Anna Rienzi). Även Nerones parti skrevs för sopranröst, det vill säga för en kastratsångare. Ottones röstläge låter ana en kastrat med en mörkare sopranröst. För Seneca, som företräder upphöjdhet, var basläget reserverat, medan tenorfacket förbehölls Arnalta, "den komiska gamla kvinnan", som enligt venetianskt bruk gestaltades av en man. Men även det omvända förekommer: Pagens roll sjungs av en kvinna. Vid moderna scenframträdanden gör man på grund av trovärdigheten avkall på många historiska konventioner, framförallt vad gäller Nerone, vars roll ofta sjungs av en tenor. Den samtida operan har emellertid gått tillbaka till äldre konventionen, inte sällan för att spela med könsroller. 

## Personer
- Fortuna/Ödet (Sopran)
- Virtù/Dygden (Sopran)
- Amore/Amor (Sopran)
- Nerone/Nero, romersk kejsare (Sopran)
- Ottavia/Octavia, kejsarinna (Sopran)
- Poppea/Poppaea, romersk kurtisan (Sopran)
- Ottone/Otho, Poppeas före detta man (Sopran)
- Seneca, filosof (Bas)
- Drusilla (Sopran)
- Octavias amma (Alt)
- Arnalta, Poppeas amma (Tenor)
- Lucano/Lukanus, hovpoet (Tenor)
- Pallade/Minerva (Sopran)
- Mercurio/Merkurius (Bas)
- Venere/Venus (Sopran)
- En liktor (Bas)
- Liberto, en frigiven slav (Tenor)
- En page (Sopran)
- En hovfröken (Sopran)
- Två soldater (Tenorer)
- Senecas vänner, konsuler, tribuner (Kör eller solistensemble)

## Handling
Operan utspelar sig i Rom första århundradet e.Kr. Handlingen baserar sig på den romerske kejsaren Neros liv och innehåller såväl tragiska som romantiska scener blandade med komiska inslag (vilket var en nyhet för opera), samt mer realistiska porträtt av rollfigurerna och varmare melodier än som tidigare förekommit. Operan kräver en mindre orkester än tidigare och har en mindre prominent roll för kören.

### Prolog
I prologen strider dygdens, lyckans och kärlekens gudinnor om vem som har den största makten över människan.

### Akt I
Då Ottone vänder hem får han veta att hans älskade Poppea har blivit älskarinna åt kejsar Nero och att kejsaren ämnar förskjuta kejsarinnan Ottavia. Poppeas amma Arnalta försöker varna henne för Ottavias svartsjuka men Poppea är förvissad om att hon kommer att segra i detta spel. Neros lärare Seneca försöker övertala kejsaren att avstå från Poppea, men hon intalar Nero att Seneca är i maskopi med Ottavia. Seneca får order att ta sitt liv.

### Akt II
Seneca tar avsked av sina lärjungar och Nero triumferar men Ottavia har övertalat Ottone att mörda Poppea fastän han fortfarande älskar henne. Han lånar tjänsteflickan Drusillas mantel för att slippa obemärkt in till den sovande Poppea, men kärleksgudinnan väcker henne i tid så attentatet misslyckas.

### Akt III
Drusilla arresteras därför att hennes mantel har påträffats och av kärlek till Ottone tar hon på sig skulden. Han erkänner emellertid för att rädda henne och Nero landsförvisar dem båda. Samtidigt har han fått bevis för att Ottavia har konspirerat mot honom så han kan förskjuta henne och äkta Poppea. Poppea kröns till kejsarinna. Amor har segrat.

## Diskografi
- L'incoronazione di Poppea. McNair, von Otter, Hanchard, Chance, D'Artegna. English Baroque Soloists. Gardiner, dirigent. DG 447 088-2. 3 cd.